# Cerdedo-Cotobade
Cerdedo-Cotobade är en kommun i Spanien. Den bildades 2016 genom sammanslagning av kommunerna Cerdedo och Cotobade. Den ligger i provinsen Pontevedra i den autonoma regionen Galicien i nordvästra delen av landet, 500 km nordväst om huvudstaden Madrid. Antalet invånare är 5 705 (2024).